# Octodiceras julianum
Octodiceras julianum là một loài Rêu trong họ Fissidentaceae. Loài này được (Savi ex DC.) Brid. mô tả khoa học đầu tiên năm 1827.